# 多田野数人
多田野 数人（ただの かずひと、1980年4月25日 - ）は、東京都墨田区出身の元プロ野球選手（投手）、コーチ、スカウト。右投右打。
現役引退後は、北海道日本ハムファイターズのスタッフを務めた。

## 経歴

### プロ入り前
墨田区立業平小学校出身で、小学校時代には校内の相撲大会で、自分よりはるかに体の大きい同級生たちを制して優勝したことがある。小学校3年生の時に軟式野球チーム「業平ニュースターズ」で野球を始め、墨田区立墨田中学校では2年時に控え投手として東京大会優勝を経験。3年時にはエースとして東京大会ベスト16入りした。
八千代松陰高校に進学。高校1年生の1996年秋からエースナンバーを着用し、2年時の1997年には東千葉大会の準々決勝で市立船橋高校に敗退した。この大会までは投球動作の際に軸足がふらつき、投球フォームがばらつく難点があったが、冬場に毎日学校の陸上トラックを20 km走り続けて下半身強化に取り組んだことで弱点が解消され、球速も5 km/h上がった。3年時の1998年春には関東大会準々決勝まで進むが、横浜高校との準々決勝戦で8回裏に同年春唯一の自責点を喫し、0対1で敗退するも、失点を喫した直後に1死三塁のピンチで迎えた3番打者の小池正晃をスライダーで、続く4番打者の松坂大輔をカーブで連続三振に仕留めた。第80回全国高等学校野球選手権大会の東千葉大会では4回戦以外を無失点で抑え（防御率0.23）、チーム打率.196（甲子園出場校の中では地方大会最低打率）の同校を甲子園出場に導くという活躍を見せた。本大会は初戦でPL学園高校に敗れた。
1999年に高校卒業後、立教大学観光学部に入学し同大学硬式野球部所属。大学では前述の夏の甲子園1回戦で対戦したPL学園のエース上重聡と同期で入るが、多田野が先に1年春のリーグ戦で登板し初勝利を挙げている。秋には上野裕平と2本柱でチーム18季ぶり優勝に貢献。明治神宮大会では初戦2回戦の東亜大戦から先発し5-2で勝利し、準決勝は7回1失点ながら2年生投手久保裕也擁する東海大に敗れた。3年春、チームは3位ながらもリーグ最多投球回で防御率0.91の成績でベストナイン。上重と共に松坂世代の1人として和田毅（早大）、土居龍太郎（法大）、長田秀一郎（慶大）、一場靖弘（明大）らと投げ合い、大学通算56試合に登板し20勝16敗、防御率1.51、334奪三振の成績を残す。特に和田とは全日本選抜でチームメイトとなり現在も親交がある仲だが、この2人は「右の多田野、左の和田」と並び称されるほど高い注目を集める存在だった。また、第1回世界大学野球選手権大会の日本代表にも選出され3位入賞に貢献。
2002年度のドラフト会議を前に、東京六大学野球リーグ屈指の右腕投手と高く評価されていた。最高で球速150 km/h近くの速球を投げる即戦力候補の本格派投手として、横浜ベイスターズが自由獲得枠での獲得を検討したが、後述のスキャンダルにより日本球界での指名を受けることなく渡米した。

### インディアンス時代
その後、コロラド・ロッキーズとアリゾナ・ダイヤモンドバックスの入団テストを受けるも獲得は見送られていたが、クリーブランド・インディアンスの入団テストに合格し、マイナー契約を結んだ。多田野はこの契約を主導したインディアンスの育成部長ジョン・ファレル（後のボストン・レッドソックス監督）を「恩師」と仰いでいる。

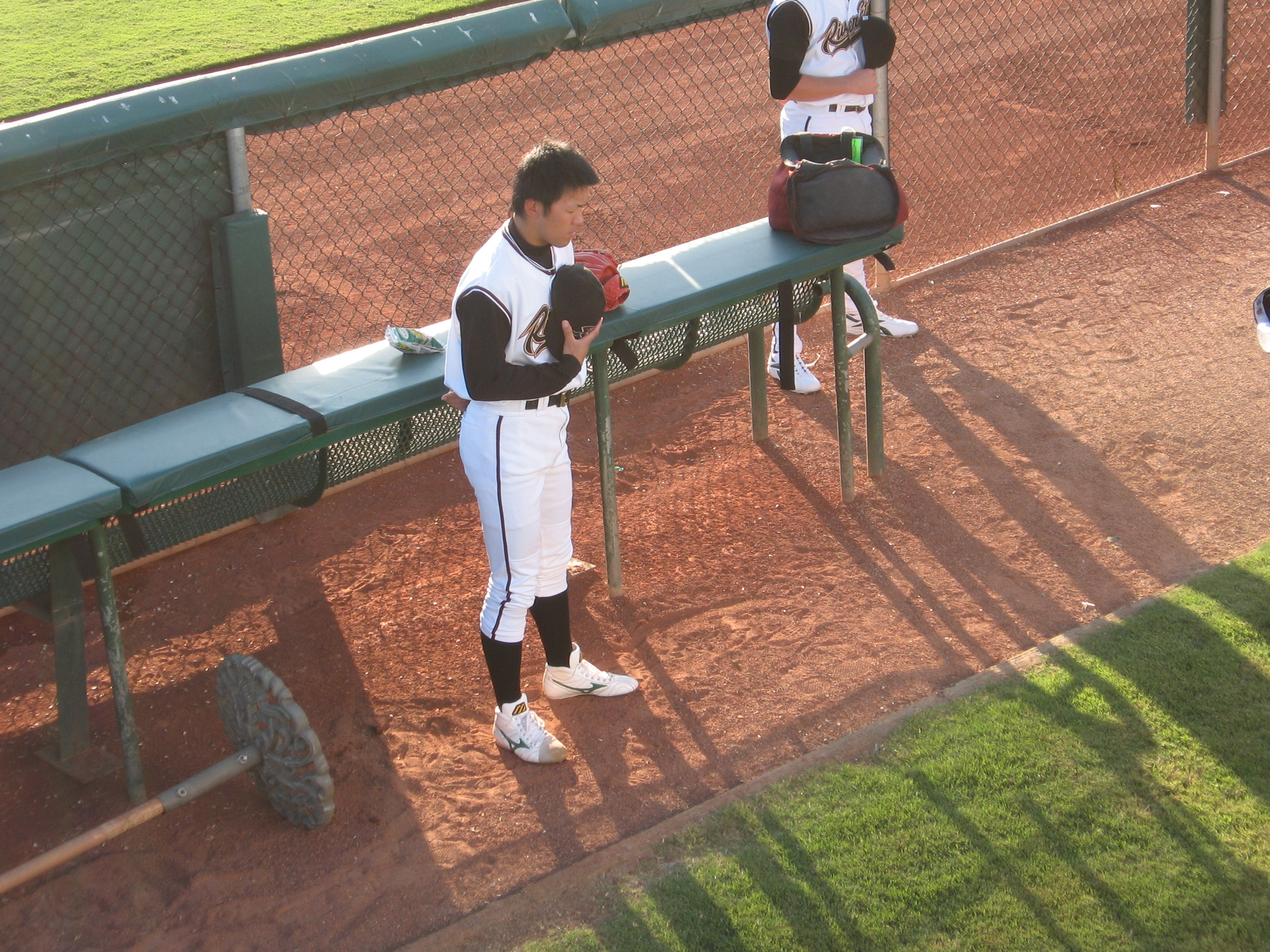
2006年、アスレチックス3A時代

2003年はA級からスタートし、最終的にはAAA級まで昇格、マイナー通算40試合に登板して投球回98イニング2/3、6勝2敗3セーブ、防御率1.55、奪三振112の成績を残した。
2004年4月24日（現地時間）には日本人21人目のメジャー昇格を果たし、同月27日にシカゴ・ホワイトソックス戦で初登板、メジャーデビューを果たした。日本でのプロ球界を経ることなくメジャー昇格した日本人選手は、マック鈴木に続き2人目である。7月2日（現地時間）のシンシナティ・レッズ戦ではメジャー初先発・初勝利を挙げた。
2005年シーズンまでの2年間で主に中継ぎとしてメジャー15試合に登板した。しかし、メジャー契約の選手が故障者リスト入りなどした時の代わりとして使われるだけであった。
2006年4月1日（日本時間）付でインディアンスから戦力外通告を受けた。

### アスレチックス傘下時代
2006年4月4日（日本時間）にはオークランド・アスレチックスとマイナー契約を結びメジャーへの挑戦を続けた。同年のシーズン終了後には一時的に日本へ戻り、アスレチックスに所属したまま、9月22日から10月12日まで四国アイランドリーグの徳島インディゴソックスにスポット参戦した。
2007年も引き続きアスレチックスとマイナー契約。AAとAAAで19試合に登板し、8勝7敗、防御率4.86、奪三振133の成績を残すとともにAAAサクラメント・リバーキャッツがパシフィックコーストリーグで優勝した時の胴上げ投手ともなったが、10月17日に解雇された。アスレチックスに所属した2年間でのメジャー復帰は叶わなかった。

### 日本ハム時代
2007年11月19日に開催されたプロ野球ドラフト会議（大学生・社会人ほか対象）で北海道日本ハムファイターズから1巡目指名を受けた。大場翔太（東洋大学）と服部泰卓（トヨタ自動車）の交渉権獲得に相次いで失敗した後の指名であった（いわゆる外れ外れの1位）。契約金6000万円、新人としては異例の年俸3000万円で契約した（金額は推定）。なお、この3000万円の年俸に関して、12球団の申合せ事項で定められた最高標準額（年俸1500万円）を超える額であるとの指摘もされているが、日本ハム側は「年俸に関しては上限は無い」との解釈をしてこの契約に至った。
2008年1月6日、都内でランニング中に転倒し左手首を骨折。1月18日、破片状になった骨の回復手術を受け、患部にも手首固定のためプレートを埋め込まれる。シーズン開幕まで2か月以上のリハビリおよび調整を行い、同年5月2日に一軍登録。その日の東北楽天ゴールデンイーグルス戦で先発し、7回を被安打1、失点0に抑え、日本球界初登板で勝利投手となった。その後もローテーション投手として好投を続け前半戦で6勝を挙げたが、8月以降の防御率は8点台と不調で、後半戦は1勝しか挙げられなかった。被本塁打の多さや、一度好投した相手でも二度目以降の登板では崩れる場合が多いことが課題として残った。
2009年は、初登板の試合で8回1失点の好投でチームの開幕からの連敗を3で止める活躍を見せる。しかしその後は不安定な投球が続き、5月にシーズン2度目の二軍落ちとなる。一軍復帰後初の登板となった7月10日の千葉ロッテマリーンズ戦では、ロッテ打線を9回二死まで無安打無得点に抑えたが、大松尚逸に右前安打を許し、惜しくもノーヒットノーランを逃す。それでも後続を断ち、プロ入り後初の完投と完封を達成した。夏場はローテーションに加わったが9月に2試合連続で大量失点を喫し、またも二軍落ち。以後、先発では起用されなかった。クライマックスシリーズ、日本シリーズでは出場資格者の一人に選ばれるも、実際に出場の出番は無かった。シーズン終了後、左手首に埋め込まれていたプレートを手術で除去した。
2010年は体調不良に悩まされ、最終的には4月に2試合登板したのみに留まり、10月2日に戦力外通告を受ける。その後12球団合同トライアウトを受験、幾つかの球団が獲得の動きを見せていたものの、いずれの球団とも契約には至らなかったが、12月17日付で日本ハムと再契約することが決まった。
2011年は、4月と5月にそれぞれ一度ずつ福岡ソフトバンクホークス戦に中継ぎとして登板。その後、交流戦期間中に再び一軍昇格。いずれも先発としてではなく、大量点差のついた試合の建て直しで登板することが多かった。
9月8日の福岡ソフトバンクホークス戦で内川聖一にソロ本塁打を打たれるまで、11試合連続無失点を記録していた（イニング数は20回と1/3）。
2012年4月16日、埼玉西武ライオンズ戦にておよそ2年ぶりに一軍の試合で先発登板し、2009年8月27日以来963日ぶりの勝利を挙げた。また、チーム事情により谷間での先発起用が何試合かあったものの、シーズンを通して先発ローテーションを1年守り抜き、18試合に登板して6勝(5敗)、防御率3.70という成績を残した。2012年のレギュラーシーズンは、多田野復活を印象づけるシーズンとなった。11月1日、読売ジャイアンツとの日本シリーズ第5戦で、日本シリーズ初登板を果たす。3回表二死二塁の場面で2番手として登板し、無失点で切り抜けるが、直後の4回表、バッターボックスに立った加藤健へのインハイの初球が球審の柳田昌夫によって危険球と判定され、退場処分となった（日本シリーズでの退場処分は1969年の阪急ブレーブスに在籍していた岡村浩二以来43年ぶりで通算2人目。危険球での退場は史上初めて）。しかし多田野の投じた球は打者には当たっておらず、この判定を巡ってテレビや新聞、インターネットなど、各地で大きな議論を呼んだ。この一件について多田野は「だます方（加藤）もだます方。だまされる方（柳田）もだまされる方」と発言した。
2013年は4月に二度先発として登板したが、いずれも5回持たずに降板し敗戦投手となった。その後は二軍でも防御率4点台後半と振るわず、一軍の先発陣が不安定な中でも登板機会が巡ってこなかった。シーズン終盤の9月にようやく昇格すると、23日の楽天戦でロングリリーフとして5回2/3を1失点と好投を見せた。このことにより先発登板の機会を得た30日のロッテ戦では、6四死球を出しながらも6回まで無安打に抑え、勝利こそ挙げられなかったものの、7回無失点と復調を印象付けた。
2014年も前年に続いてあまり出場機会を与えられなかったが、交流戦期間となる6月1日の対阪神戦で、中継ぎとしてシーズン初登板を果たす。試合では得意のスローボールを披露して観客を沸かせたが、6月30日には一軍から登録抹消された。それから一度復帰したものの、7月30日に再度抹消され、9月時点で登板回数は5試合に留まった。10月1日、北海道日本ハムファイターズから退団が発表された。2010年の戦力外通告からの再契約を含め、二度目の日本ハム退団となった。
退団時のコメントではファンと球団への感謝を述べると共に現役続行の意思を明らかにした。12月2日、自由契約公示された。

### 独立リーグ・石川時代
2015年1月15日に、ベースボール・チャレンジ・リーグの石川ミリオンスターズに投手コーチ兼任での入団が発表された。
2017年12月6日、現役を引退するとともにチームを退団し、古巣である日本ハムのチーム統轄本部プロスカウトに就任することが発表された。

### 引退後
2021年からは、プロスカウトに加えアマスカウトも兼任となった。2022年は日本ハムの二軍投手コーチとして現場復帰することとなった。同年限りでコーチを退任し、2023年からは再度プロスカウト（ベースボールオペレーション部）となった。
2023年12月26日、日本ハムからの退団が発表された。
日本ハム退団後の職業等は不明だが2024年からnoteで記事を執筆している。

## スキャンダル
2002年の夏ごろからインターネットや週刊誌で「ゲイビデオに多田野そっくりの男優が野球部の後輩たちと出演している」との噂が流れ、当時の立教大学野球部の監督である齋藤章児が事実を認めた。この頃、多田野は同年のドラフト会議の目玉選手の1人とされていて、自由獲得枠での獲得を目指した複数のプロ球団による争奪戦が展開されていた。特に有力視されていたのは横浜ベイスターズだったが、横浜は会議直前の10月31日に獲得断念を表明した。その理由は、表向きには「諸般の事情を総合的に考慮した結果」であったが、実際にはビデオ出演の件も理由の一つであった。またヤクルトスワローズも多田野に関心を向けていたが、こちらはビデオ出演が報じられる以前から横浜入団が有力となったことを理由に撤退、高校生ナンバーワン左腕と評された高井雄平の獲得に方向転換していた。その後、福岡ダイエーホークスが多田野の獲得に乗り出すなどの動きもあったが、結局同年のドラフト会議（11月20日）ではどの球団も多田野を指名しなかった。当時のスポーツメディアは、その理由を「故障のため指名回避」と伝えた。これには、同会議直前に多田野が右肩と右肘の治療を理由にIBAFインターコンチネンタルカップ出場を回避していた事実も関係している。プロ入りによる多額の対価よりも圧倒的に少ないビデオ出演料を得ていたが、本件がきっかけで多田野は高額な報酬のみならず、この時の日本でのプロ入りを断たれてしまった。2004年、前年4月に横浜球団社長に就任した峰岸進は、横浜が多田野の獲得を見送った件について「ビデオ出演が理由になったのかは不明だが、親会社がマスコミ (TBS) であることから、野球以外のことで問題になるような選手を獲得することはリスクが大きいため、獲得断念の判断は妥当ではなかったか」と語っている。また2004年時点で多田野の代理人を務めていたアラン・ニーロは、多田野が渡米した経緯について、AP通信の取材に対し、NPBのコミッショナーから「（多田野が）同性愛者だからドラフトされない」と説明されたためだと述べているが、NPBコミッショナー事務局の関係者は1選手の契約に対し、代理人に話をすることはないとして、その話を否定している。
これによりメジャー挑戦のためアメリカに行くが、問題の報道で興味を失った球団もあり、ミネソタ・ツインズ、サンディエゴ・パドレス、アトランタ・ブレーブスが多田野の獲得を考えるも直前にビデオ出演の影響で撤退した。その後、多田野は2003年にインディアンスのマイナー球団にテスト入団した。この入団の背景には、インディアンスと業務提携を結んでいたヤクルトの関係者による斡旋の存在が報じられている。しかし同年9月にはアメリカの一部野球専門紙でポルノビデオ出演の過去が伝えられた。北米スポーツ界では同性愛は当時タブーであり、北米4大プロスポーツリーグ（MLB、NFL、NBA、NHL）で現役時代に同性愛者と告白した選手はおらず、多田野はゲイビデオ出演についてコメントを迫られた。2004年1月27日に記者会見で「大学時代に（そのような）ビデオに出たことがあり、今はとても後悔しています。当時は若くお金が必要でした。たった一度の過ちであり二度と同じ間違いはしません」「僕はゲイではありません。これだけははっきりと真実を伝えたかった」と説明した。この釈明を経て多田野はチームメイトに受け入れられ、北米で野球をプレーし続ける道を得ることになり、ファンも事実を認めたことに好意的で多田野は誠実でチームが彼にチャンスを与えたことを喜んでいた。地元クリーブランドで発行されていた新聞『オハイオ・ビーコン』は、スポーツ面トップで多田野のコメントを報じたが、その論調は「たった一度の過ち」など好意的なものだったという。また2003年に多田野とチームメイトだったグレイディ・サイズモアは、同年にクラブハウスで多田野からビデオ出演の過去を告白されたが、誰も気にしていなかったと述べている。同年3月ごろ、多田野は当時抑えとして活躍していたボブ・ウィックマンにキャッチボールの相手役をしてもらうなど、周囲からのサポートを受けてメジャー昇格を目指していると報じられていた。
日本ハム入団以降は、元同僚の森本稀哲のジョークのネタにされるほど、受け入れられていた。また、石川ミリオンスターズ時代には「失敗して当然。この中で一番デカい失敗してるの多分俺だけども（笑）」と自虐ネタにしている。

## 選手としての特徴・人物

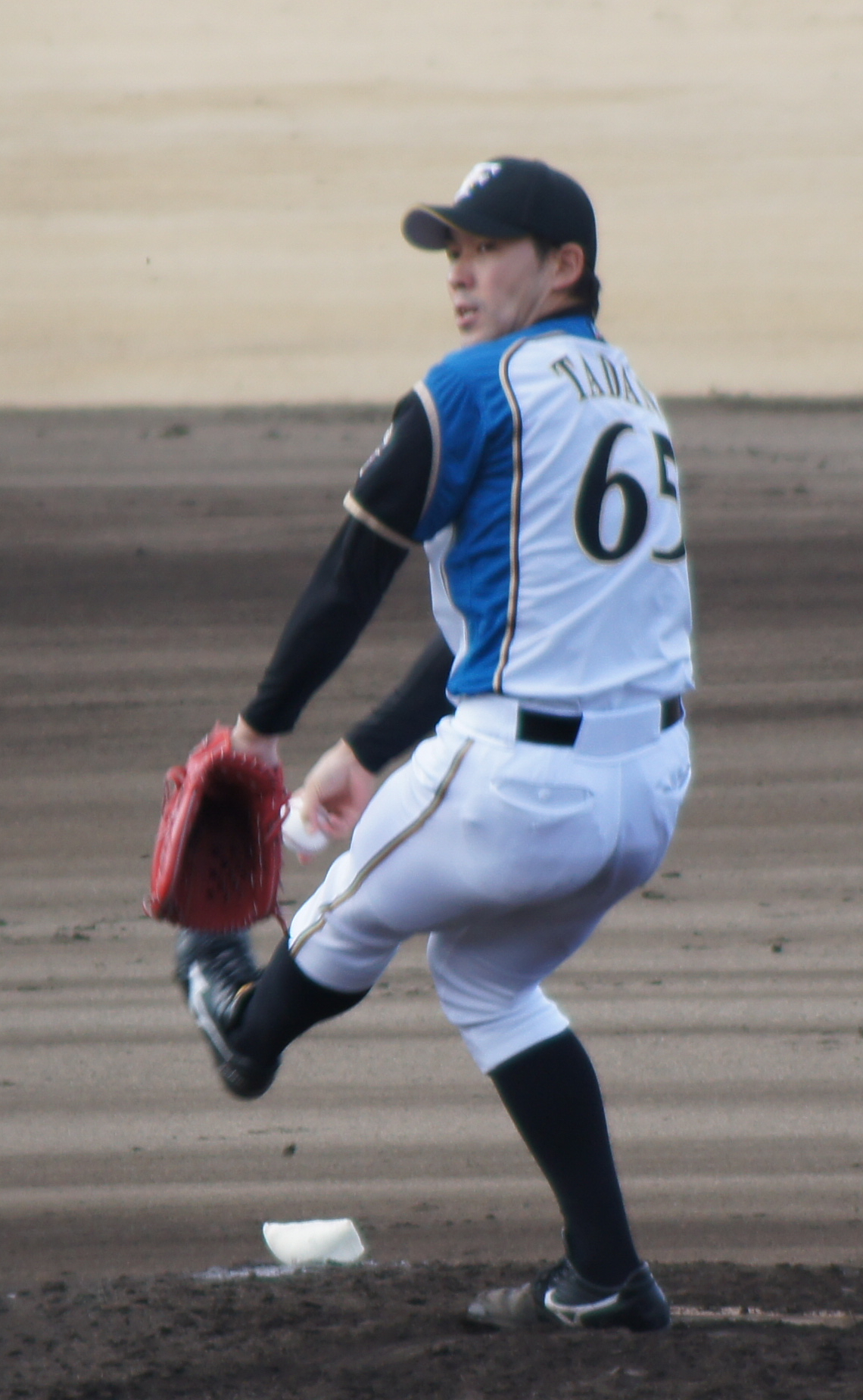
多田野の投球フォーム

大きく振りかぶりながら最終的に野手のような手投げで投げる、ギクシャクした独特の変則フォームを駆使する。岩本勉はその手投げから「ガチョーン投法」と命名し、『FFFFF』では多田野自身に許可をもらっている。この投法は股関節など体の硬さに由来し、投球時の踏み出しが普通の投手ならば6-7足分のところ、多田野は4足分程度であり、突っ立ったままのようなフォームになる。しかし体の軸がしっかり安定しているため、コントロールが安定している。ボールを離すぎりぎりまで体が開かない特徴もある。総じて体の回転よりも後ろから前へ手を突き出す独特のフォームはMLBで会得したという。上記のように、あまりにも独特な投球フォームで投げるため、高校時代と大学時代に指導者からフォームを直すよう指摘されたこともあった。大学時代は「最速153km/hの本格派」と謳われていたが、MLBデビュー直前は最高球速150km/hの速球とフォーク、スライダーを織り交ぜる投球をしていた。メジャーリーグから帰ってきた時の速球は最速140km/h程度で、どのボールも微妙に揺れて芯やタイミングを外す、というメジャーリーグ特有の投球術を身に付けていた。
球種はスライダー、ツーシーム・ファストボール、サークルチェンジ、フォークボールなど。後述のスローボールにもサインがあると語っている。特にスライダーは切れ味が鋭く、「鬼スライダー」とも呼ばれる。サークルチェンジは数種類投げ分け、もっとも遅いものは球速90km/h台である。また、フォークボールが大きな決め球であった。
他に大きな山なりの弧を描く、60-70km/hの超スローボールを持つ。メジャー時代、アレックス・ロドリゲスに対して投げ、三塁手へのゴロに討ち取ったこともある。日本でも2008年6月18日のセ・パ交流戦・広島東洋カープ戦（広島市民球場）でスコット・シーボルに対して用い、遊撃手へのゴロに打ち取った。このときはテレビカメラの撮影範囲外まで投球が上がり、「消える魔球」と呼ばれてスピードガンによる計測も出来なかった。また、2009年4月21日の福岡ソフトバンクホークス戦（東京ドーム）においても松中信彦に対して「流れを変える」べく投じているが、この時は見送られ、その打席では本塁打を打たれている。2012年5月8日には福浦和也に対し「ただのボール」を投じた際、上手くタイミングを合わせた福浦に、センター前に初めてヒットにされた。また一時期は、出身地が墨田区ということもあり、テレビ画面からはみ出すほどの高さに放るさまから、地元の建造物である東京スカイツリーにあやかって「スカイツリーボール」に改名する案が持ち上がったこともあった。
高校時代に好きだったプロ野球選手は真木将樹で、彼の影響を受けて変則フォームになった。家族は学習塾経営の父と母、姉（1998年7月時点で22歳）、兄（同19歳）。マイナー時代は月給12万円程度だった一方、家賃やレンタカー代が月20万円以上かかり、球団支給のミールマネーも周囲のスタッフへのチップなどに消えていたため、両親から仕送りを受けて野球を続けていた。

## 詳細情報

### 年度別投手成績
| 年 度    | 球 団    | 登 板 | 先 発 | 完 投 | 完 封 | 無 四 球 | 勝 利 | 敗 戦 | セ 丨 ブ | ホ 丨 ル ド | 勝 率 | 打 者 | 投 球 回 | 被 安 打 | 被 本 塁 打 | 与 四 球 | 敬 遠 | 与 死 球 | 奪 三 振 | 暴 投 | ボ 丨 ク | 失 点 | 自 責 点 | 防 御 率 | W H I P |
| -------- | -------- | ----- | ----- | ----- | ----- | -------- | ----- | ----- | -------- | ----------- | ----- | ----- | -------- | -------- | ----------- | -------- | ----- | -------- | -------- | ----- | -------- | ----- | -------- | -------- | ------- |
| 2004     | CLE      | 14    | 4     | 0     | 0     | 0        | 1     | 1     | 0        | 0           | .500  | 225   | 50.1     | 55       | 6           | 18       | 0     | 3        | 39       | 2     | 0        | 30    | 26       | 4.65     | 1.45    |
| 2005     | CLE      | 1     | 0     | 0     | 0     | 0        | 0     | 0     | 0        | 0           | ----  | 16    | 4.0      | 4        | 0           | 0        | 0     | 0        | 1        | 0     | 0        | 1     | 1        | 2.25     | 1.00    |
| 2008     | 日本ハム | 19    | 19    | 0     | 0     | 0        | 7     | 7     | 0        | 0           | .500  | 439   | 105.1    | 107      | 18          | 22       | 1     | 1        | 61       | 4     | 7        | 57    | 56       | 4.78     | 1.22    |
| 2009     | 日本ハム | 13    | 12    | 1     | 1     | 0        | 5     | 5     | 0        | 0           | .500  | 302   | 70.1     | 71       | 10          | 27       | 0     | 3        | 46       | 3     | 2        | 45    | 45       | 5.76     | 1.39    |
| 2010     | 日本ハム | 2     | 2     | 0     | 0     | 0        | 0     | 1     | 0        | 0           | .000  | 39    | 8.2      | 10       | 0           | 3        | 0     | 0        | 8        | 1     | 0        | 5     | 5        | 5.19     | 1.50    |
| 2011     | 日本ハム | 19    | 0     | 0     | 0     | 0        | 0     | 0     | 0        | 1           | ----  | 139   | 34.1     | 35       | 4           | 6        | 0     | 3        | 17       | 0     | 1        | 12    | 12       | 3.15     | 1.20    |
| 2012     | 日本ハム | 18    | 17    | 0     | 0     | 0        | 6     | 5     | 0        | 1           | .545  | 372   | 90.0     | 92       | 9           | 17       | 0     | 1        | 48       | 2     | 1        | 41    | 37       | 3.70     | 1.21    |
| 2013     | 日本ハム | 4     | 3     | 0     | 0     | 0        | 0     | 2     | 0        | 0           | .000  | 81    | 19.1     | 11       | 3           | 11       | 1     | 1        | 6        | 2     | 0        | 8     | 6        | 2.79     | 1.14    |
| 2014     | 日本ハム | 5     | 0     | 0     | 0     | 0        | 0     | 0     | 0        | 0           | ----  | 25    | 5.1      | 9        | 0           | 0        | 0     | 0        | 1        | 1     | 0        | 3     | 3        | 5.06     | 1.69    |
| MLB：2年 | MLB：2年 | 15    | 4     | 0     | 0     | 0        | 1     | 1     | 0        | 0           | .500  | 241   | 54.1     | 59       | 6           | 18       | 0     | 3        | 40       | 2     | 0        | 31    | 27       | 4.47     | 1.42    |
| NPB：7年 | NPB：7年 | 80    | 53    | 1     | 1     | 0        | 18    | 20    | 0        | 2           | .474  | 1397  | 333.1    | 335      | 44          | 86       | 2     | 9        | 187      | 13    | 11       | 171   | 164      | 4.43     | 1.29    |

- 各年度の太字はリーグ最高

### 記録

#### MLB
初記録
投手記録
- 初登板：2004年4月27日、対シカゴ・ホワイトソックス戦（USセルラー・フィールド）、5回裏に2番手で救援登板、1回1/3を1失点
- 初先発登板・初勝利・初先発勝利：2004年7月2日、対シンシナティ・レッズ（グレート・アメリカン・ボール・パーク）、7回2失点

打撃記録
- 初打席・初安打：2004年7月2日、対シンシナティ・レッズ（グレートアメリカンボールパーク）、3回表一死にジーザス・サンチェスから中前打 ※日本人投手による初打席安打は史上初[55]

#### NPB
初記録
投手記録
- 初登板・初先発登板・初勝利・初先発勝利：2008年5月2日、対東北楽天ゴールデンイーグルス9回戦（札幌ドーム）、7回無失点
- 初奪三振：同上、3回表二死に渡辺直人から空振り三振
- 初完投勝利・初完封勝利：2009年7月10日、対千葉ロッテマリーンズ9回戦（札幌ドーム）

打撃記録
- 初安打：2008年5月29日、対東京ヤクルトスワローズ2回戦（明治神宮野球場）、5回表無死に石川雅規から投手前内野安打（セーフティバント）

その他の記録
- 9回二死で逃したノーヒットノーラン：上記「初完投勝利・初完封勝利」の項を参照 ※史上23例目、パ・リーグ10例目（8人目）[注釈 10]
- 日本シリーズ史上初の危険球退場：2012年11月1日、対読売ジャイアンツ第5戦（札幌ドーム）

### 独立リーグでの投手成績
| 年 度    | 球 団    | 登 板 | 完 投 | 勝 利 | 敗 戦 | セ 丨 ブ | 勝 率 | 投 球 回 | 打 者 | 被 安 打 | 被 本 塁 打 | 与 四 球 | 与 死 球 | 奪 三 振 | 暴 投 | ボ 丨 ク | 失 点 | 自 責 点 | 防 御 率 | W H I P | 失 策 |
| -------- | -------- | ----- | ----- | ----- | ----- | -------- | ----- | -------- | ----- | -------- | ----------- | -------- | -------- | -------- | ----- | -------- | ----- | -------- | -------- | ------- | ----- |
| 2006     | 徳島     | 2     | 0     | 1     | 0     | 0        | 1.000 | 8.0      | 34    | 8        | 0           | 1        | 1        | 12       |       |          | 1     | 1        | 1.13     | 1.13    |       |
| 2015     | 石川     | 13    | 1     | 6     | 4     | 0        | .600  | 69.0     | 281   | 58       | 5           | 10       | 4        | 37       | 1     | 4        | 27    | 19       | 2.48     | 0.99    | 1     |
| 2016     | 石川     | 14    | 0     | 4     | 4     | 0        | .500  | 76.0     | 317   | 76       | 8           | 10       | 6        | 48       | 1     | 0        | 40    | 36       | 4.26     | 1.13    | 1     |
| 2017     | 石川     | 8     | 0     | 3     | 4     | 0        | .429  | 35.1     | 155   | 40       | 3           | 6        | 1        | 26       | 0     | 0        | 25    | 17       | 4.33     | 1.30    | 0     |
| IL：1年  | IL：1年  | 2     | 0     | 1     | 0     | 0        | 1.000 | 8.0      | 34    | 8        | 0           | 1        | 1        | 12       |       |          | 1     | 1        | 1.13     | 0.99    |       |
| BCL：3年 | BCL：3年 | 35    | 1     | 13    | 12    | 0        | .520  | 180.1    | 753   | 174      | 16          | 26       | 11       | 111      | 2     | 4        | 92    | 72       | 3.59     | 1.11    | 2     |

### 背番号
- 32（2004年 - 2005年）
- 16（2006年9月22日 - 同年10月12日、2008年 - 2010年） ※2006年は徳島スポット加入時[56]
- 65（2011年 - 2017年）
- 73（2022年）